# Paróquia São Benedito (Pilares)
A Paróquia de São Benedito de Pilares é uma paróquia da Arquidiocese de São Sebastião do Rio de Janeiro, localizada no bairro de Pilares, cidade do Rio de Janeiro. Atualmente Padre Rodrigo de Oliveira Dias, sacerdote de origem desta paróquia, é o atual pároco após o falecimento do Monsenhor José Mazine Rodrigues.
Em 20 de dezembro de 2024, após solicitação do Pároco, Padre Rodrigo Dias, o Arcebispo do Rio de Janeiro, Dom Orani João Tempesta, elevou a Igreja Matriz de São Benedito a condição de Santuário Arquidiocesano.
A igreja de São Benedito é um lugar de peregrinação para celebração de Missas pelos falecidos, destacando-se as celebrações de Segundas-feiras às 19h, e também pela grande busca pelo sacramento da confissão. Por este motivo a Igreja foi elevando a Santuário em favor das almas. 

## História
A Matriz de São Benedito dos Pilares ergueu-se num subúrbio muito movimentado da Cidade de São Sebastião do Rio de Janeiro, situada na então Avenida Suburbana, 6.653, no bairro de Pilares.
Foi fundada em 19 de março de 1934. Esse nome "pilares" é devido ao bairro, por causa de um casarão que ali existia, com um grande varandão com pilares em toda a  sua volta. O povo referia-se ao lugar como o bairro da casa de Pilares, o que deu origem ao nome atual.

## Párocos
Passaram por esta Paróquia até o momento, os seguintes Padres:
| Data       | Pároco                              |
| ---------- | ----------------------------------- |
| 06/04/1934 | Padre Manuel de Brito Franco        |
| 10/05/1935 | Padre José Maria César Correa       |
| 23/02/1961 | Padre Aldolino Gesser               |
| 16/03/1966 | Padre Antonio José da Costa Grillo  |
| 29/06/1975 | Padre Manoel Luiz Barros da Motta   |
|            | Padre Francisco Soares de Souza     |
|            | Padre Luiz Carlos Vital de Oliveira |
|            | Padre Leonardo Silva de Oliveira    |
| 19/09/1999 | Monsenhor José Mazine Rodrigues     |
| 24/04/2023 | Padre Rodrigo de Oliveira Dias      |

## Venerável Irmandade de São Benedito de Pilares
Há também a Venerável Irmandade de São Benedito de Pilares, na Paróquia, por sinal muito atuante e dinâmica. Sua maior virtude é que está sempre em consonância com sua Emcia. Sr. Cardeal Arcebispo do Rio de Janeiro e com o Pároco.